# Casa Plana
La Casa Plana és un edifici noucentista d'Olot (Garrotxa) protegit com a bé cultural d'interès local.

## Descripció
És un edifici que segueix una línia d'arquitectura rural i tradicional catalana. La planta és rectangular i té cossos poligonals que sobresurten del principal. La casa està conformada per una planta baixa i dos pisos superiors. A la planta baixa i al pis superior, les finestres estan formades per arcs de mig punt; al pis del mig, les finestres són rectangulars. Els cossos poligonals tenen una sola planta amb finestres formades per arcs de mig punt.
Coneguda abans pel nom de Torre Sala Aragó, aquest edifici compost mostra, bastament, els profunds coneixements de l'arquitecte Josep Danés i Torras de l'arquitectura rural i tradicional catalana.